# Ленгенфельд-унтерм-Штайн
Ленгенфельд-унтерм-Штайн (нем. Lengenfeld unterm Stein) — община в Германии, в земле Тюрингия.
Входит в состав района Унструт-Хайних. Подчиняется управлению Хильдебрандсхаузен/Ленгенфельд унтерм Штайн. Население составляет 1286 человек (на 31 декабря 2006 года). Занимает площадь 13,34 км².

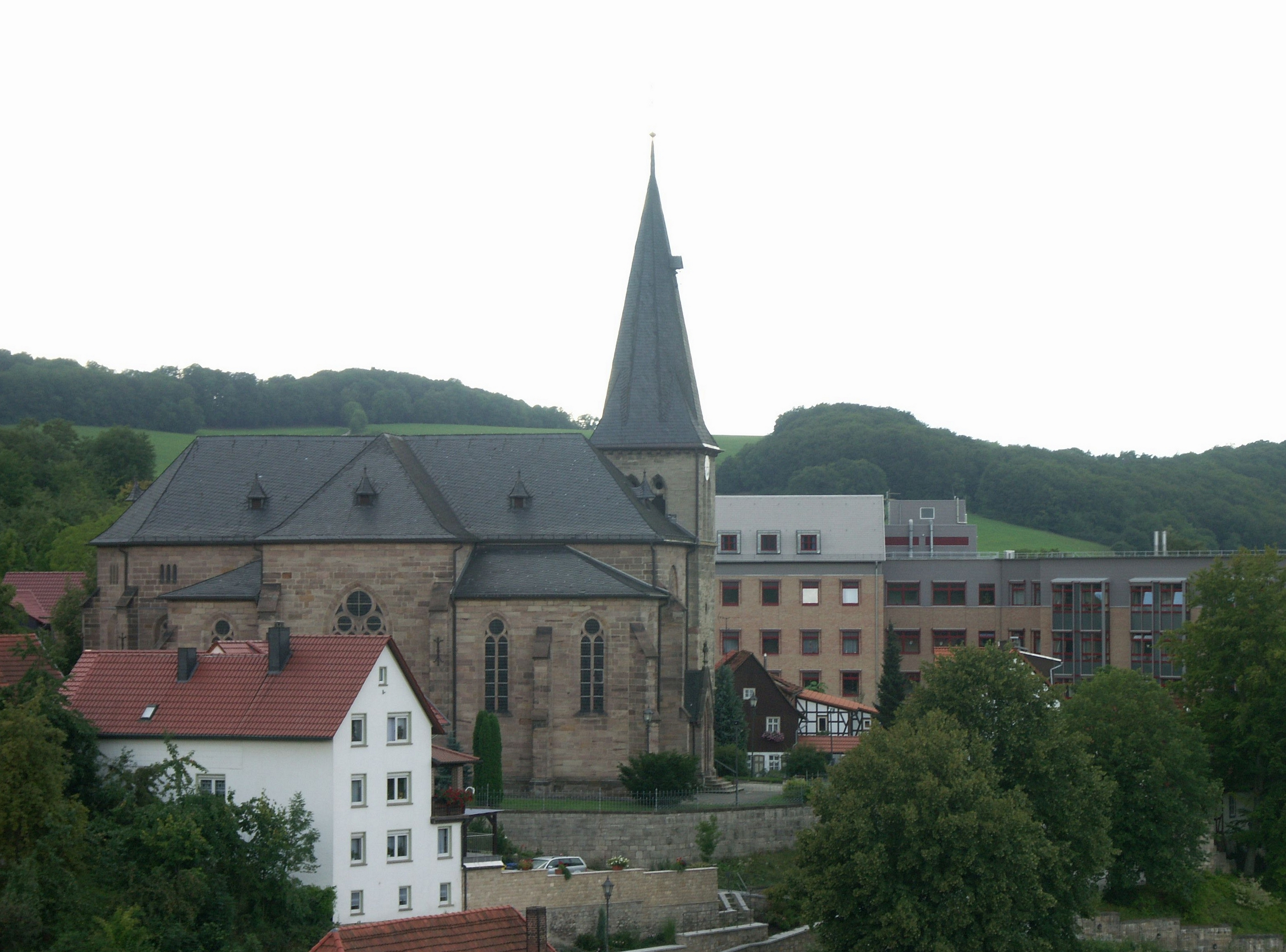
Церковь